# Aceite de trufa

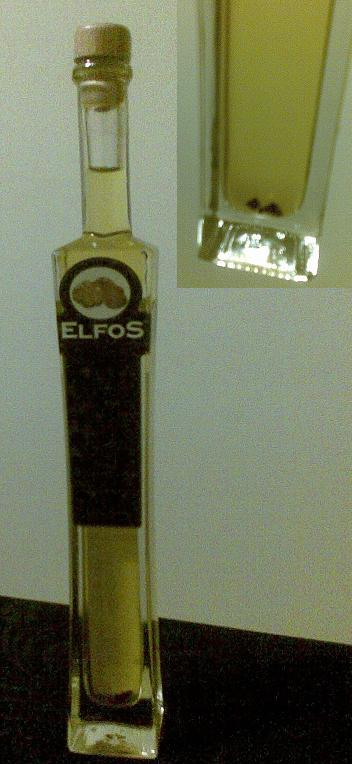
Aceite de trufa saborizado naturalmente (aceite de oliva con trufa negra).

El aceite de trufa es un ingrediente culinario moderno utilizado para impartir el sabor y el aroma de las trufas a un plato.
La mayoría de aceites de trufa no se hace de trufas reales. Son un producto sintético que combina tioéter (2,4-ditiapentano), uno de los numerosos aromas encontrados en las trufas, y una base de aceite de oliva o de aceite de semilla de uva. Como los aceites de oliva puros, estos varían de claro a oscuro, y de amarillo a verde.
El aceite de trufa generalmente se usa para hacer "trufas fritas", es decir papas fritas sumergidas en aceite de trufa, queso parmesano, pimienta y, a veces, otros ingredientes. Algunos platos de pasta y platos batidos como puré de papas o huevos rellenos incorporan aceite de trufa. El aceite de trufa se puede incorporar a la pizza también.
El aceite de trufa se encuentra en todas las estaciones a un precio estable, es popular entre los chefs y comensales porque es mucho menos costoso que las trufas reales, al tiempo que posee los mismos sabores y aroma. El surgimiento y crecimiento del aceite de trufa ha llevado a un aumento en la disponibilidad de alimentos que dicen estar hechos o saborizados con trufas, en una era en que el precio de las trufas los ha puesto fuera del alcance de la mayoría de comensales.

## Recepción
En un artículo del New York Times, Daniel Patterson se quejó de que "el sabor unidimensional [del aceite de trufa] también está cambiando el entendimiento común de cómo debería saber una trufa."
Gordon Ramsay se ha referido al sabor natural del aceite de trufa como  "el sueño de un chef", y al aceite de trufa sintético como "uno de los ingredientes más ásperos y ridículos que he conocido". 
Anthony Bourdain dijo "Dígase aquí para la eternidad y por siempre, que el aceite de trufa no es un alimento".
Martha Stewart expresó su disgusto por el aceite de trufa en un post en 2014 en Reddit, diciendo que "Creo que el aceite de trufa es uno de los pocos ingredientes que no pertenece a la cocina de nadie. Arruina la mayoría de las recetas".
Joe Bastianich dijo: "Es hecho por perfumistas. Es aceite de oliva basura con perfume añadido, y es muy difícil de digerir. Es malo para ti. Es malo para los neoyorquinos. Es malo para los estadounidenses. Así que deténganlo".